# Hillerse
Hillerse è un comune di 2.595 abitanti della Bassa Sassonia, in Germania.

Appartiene al circondario (Landkreis) di Gifhorn (targa GF) ed è parte della comunità amministrativa (Samtgemeinde) di Meinersen.